# Sévigny-Waleppe

Sévigny-Waleppe este o comună în departamentul Ardennes din nordul Franței. În 2009 avea o populație de 248 de locuitori.